# Joe O'Connor (jogador de snooker)
Joe O'Connor (Leicester, 8 de novembro de 1995) é um jogador profissional inglês de snooker. Ele foi campeão Campeonato Inglês Amador de 2018 (English Amateur Championship) e finalista de uma prova do ranking no Aberto da Escócia de 2022 (Scottish Open).

## Carreira

### Amadora
Anteriormente campeão júnior de bilhar, O'Connor se classificou para a etapa principal em torneios de snooker como amador no Wuxi Classic de 2014, depois enfrentou Neil Robertson no Campeonato do Reino Unido de 2014, e Mark Selby no Campeonato do Reino Unido de 2015. Ele venceu quatro eventos no circuito amador inglês de 2017–18.
Antes da temporada de 2018–19, O'Connor derrotou Brandon Sargeant por 4–1 e depois Oliver Brown por 4–0 para garantir um cartão de dois anos para o circuito profissional pela primeira vez nos play-offs da European Billiards & Snooker Association (EBSA) de 2018 no English Institute of Sport em Sheffield. Em junho de 2018, ele venceu Andrew Norman por 10–3 para tornar-se campeão amador inglês.

### Profissional
Em 28 de novembro de 2018, O'Connor derrotou o número 12 do mundo Ryan Day por 6–2 na primeira rodada do Campeonato do Reino Unido de 2018.
Em fevereiro de 2019, O'Connor derrotou jogadores do top-10 como Kyren Wilson, Ding Junhui e John Higgins a caminho de sua primeira semifinal de um evento do ranking no Welsh Open, perdendo por 6–2 para Stuart Bingham.
No Masters da Alemanha de 2021 (German Masters), ele chegou às quartas de final, mas perdeu por 5–1 para Tom Ford.
Em dezembro de 2022, ele alcançou sua primeira final do ranking no Aberto da Escócia de 2022 (Scottish Open), derrotando nomes como Zhao Xintong, Ding Junhui, Mark Williams, Ricky Walden e Neil Robertson ao longo do torneio. No entanto, ele perdeu por 9–2 para Gary Wilson.

## Finais na carreira

### Finais do ranking: 1
| Resultado    | Ano  | Campeonato        | Oponente na final | Placar | Ref. |
| Vice-campeão | 2022 | Aberto da Escócia | Gary Wilson       | 2–9    |      |

### Finais amadoras: 1 (1 título)
| Resultado | Ano  | Campeonato               | Oponente na final | Placar | Ref. |
| Campeão   | 2018 | Campeonato Inglês Amador | Andrew Norman     | 10–3   |      |